# Plug de zăpadă

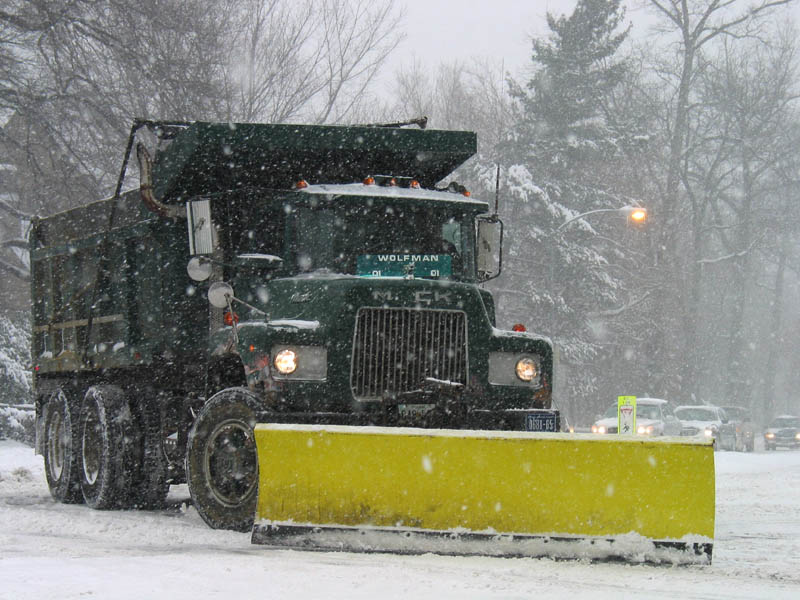
Plug de zăpadă montat pe un camion

Un plug de zăpadă este un dispozitiv montat pe un vehicul, folosit pentru înlăturarea zăpezii și gheții de pe suprafețe exterioare, în special de pe drumuri. Deși acest termen se referă adesea la vehicolele care poartă astfel de dispozitive, acestea sunt cunoscute mai corect ca vehicule de iarnă, în special în locurile unde cad cantități mari de zăpadă în fiecare an.

## Imagini

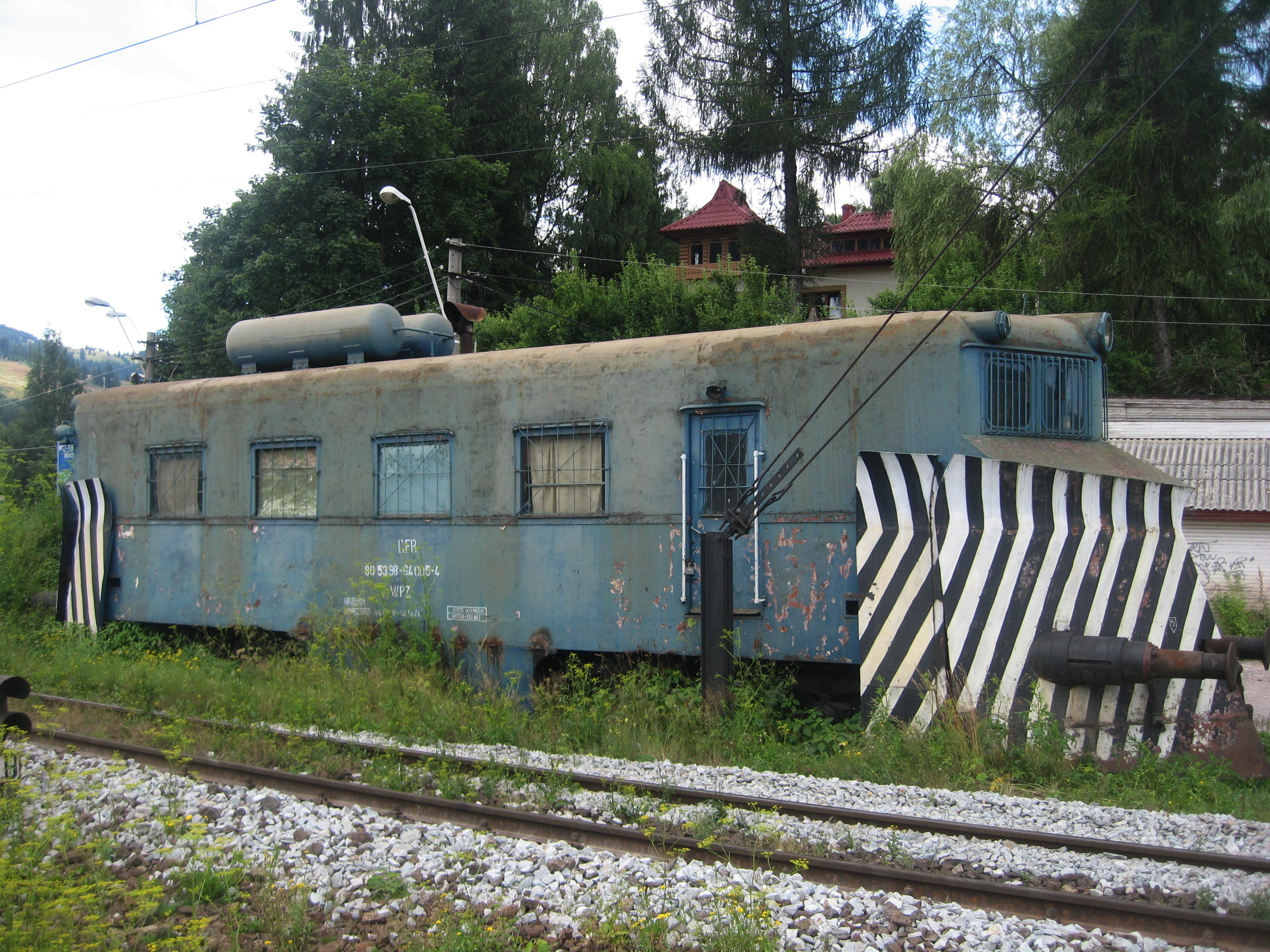
Vehicul feroviar prevăzut cu un plug de zăpadă
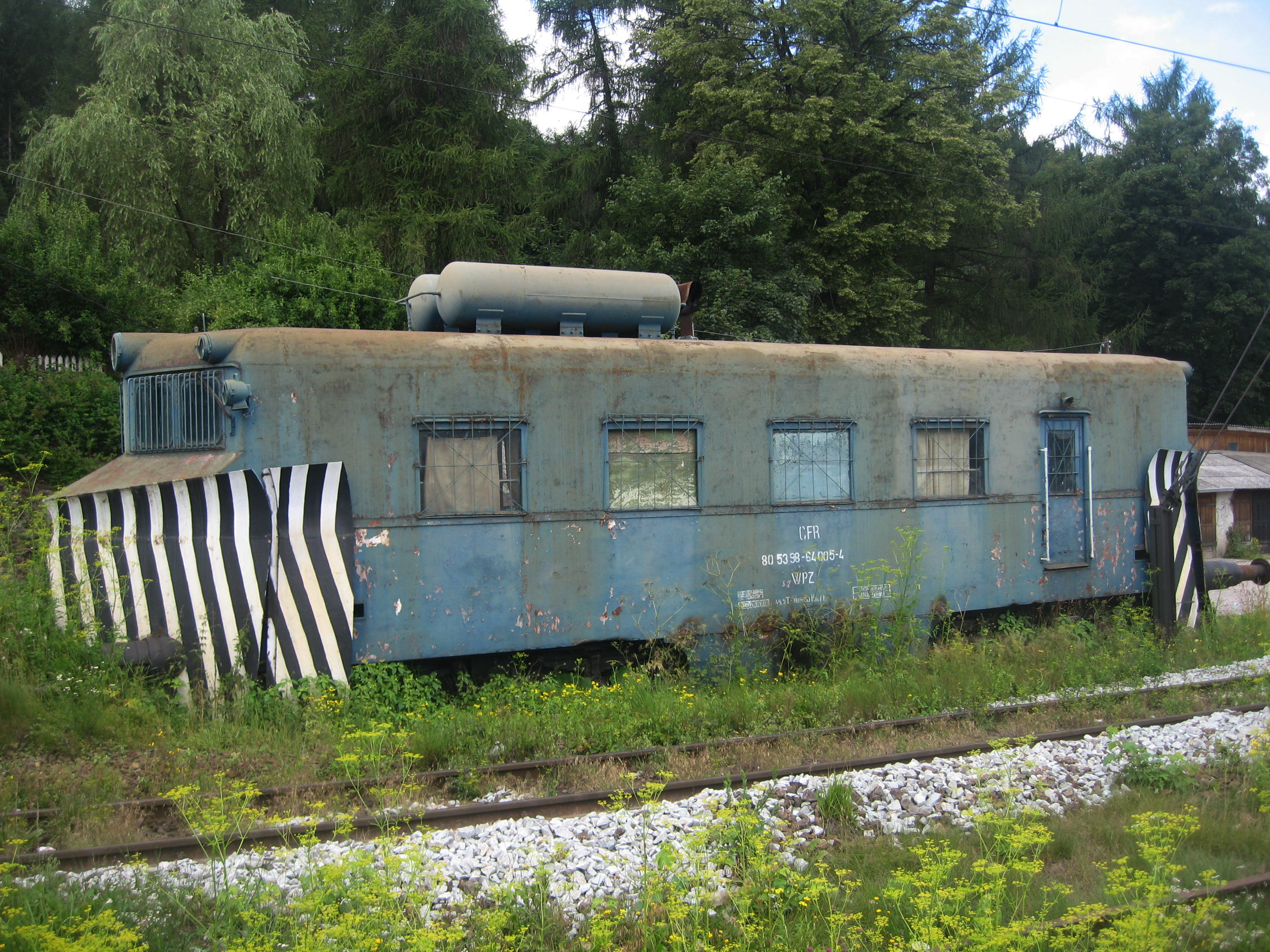
Vehicul feroviar prevăzut cu un plug de zăpadă